# クランジ駅
クランジ駅（クランジえき、英語 : Kranji MRT Station）は、シンガポールの北部にある、MRT南北線の高架駅。

## 駅構造
島式1面2線のホームを持つ高架駅。
| A | ■南北線 | ジュロン・イースト方面 |
| B | ■南北線 | マリーナ・ベイ方面     |

当駅から国境のウッドランズ・チェックポイント及びウッドランズ・トレイン・チェックポイントや、マレーシアのジョホール・バルに向かうバスが出ている。

## 歴史
- 1996年2月10日 開業
- 2012年3月14日 ホームドアが運用開始